# Feldhandball-Bundesliga 1971
Die Feldhandball-Bundesliga 1971 war die fünfte Bundesliga-Saison im deutschen Feldhandball. Die Spiele um die 22. Feldhandball-Meisterschaft des DHB wurden in einer Nord- und in einer Südstaffel zwischen April und August 1971 ausgetragen; das Endspiel fand am 8. August 1971 vor 18.000 Zuschauern in der Dortmunder „Kampfbahn“ Rote Erde statt.
Deutscher Meister wurde wie im Vorjahr der TSV Grün-Weiß Dankersen, der im Finale den TuS 05 Wellinghofen mit 17:13 besiegte.
Grün-Weiß Dankersen schloss mit dieser dritten Feldmeisterschaft das bis dahin erfolgreichste Jahr der Vereinsgeschichte ab – nachdem es zu Beginn dieser Handball-Saison noch so ausgesehen hatte, als werde das Team auseinanderfallen: Der wichtigste Spieler der zurückliegenden Jahre, Herbert Lübking, hatte nach Ende der Spielzeit 1970 aus beruflichen Gründen den Verein gewechselt, und Dankersen wurde v. a. in der Hallenhandball-Bundesliga als Abstiegskandidat gehandelt. Anders als befürchtet konnte der Verein die Mannschaft aber zusammenhalten, die den Weggang Lübkings mit einer Trotzreaktion beantwortete: die seit Jahren beständigste Feldhandball-Mannschaft war in der Spielzeit 1970/71 auch Deutscher Meister im Hallenhandball geworden.
Da der Feldhandball mittlerweile auch in Westdeutschland rapide an Bedeutung verloren hatte, wurde das Experiment Bundesliga nach 1973 eingestellt.  Damit blieb Grün-Weiß Dankersen der vierte und letzte Verein nach dem RSV Mülheim (1949) der SV Polizei Hamburg (1951–1953) sowie Frisch Auf Göppingen (1954), dem das Kunststück Doppelmeisterschaft gelang.
Absteiger dieser Saison waren der TuS Ferndorf und die SG Dietzenbach.

## Modus
Die Liga wurde in zwei Staffeln mit je acht Mannschaften ausgetragen, den Bundesligen Nord und Süd. In Hin- und Rückspielen wurden die jeweiligen Staffelsieger und Absteiger ermittelt.
Die beiden Tabellenersten und -zweiten jeder Staffel qualifizierten sich für das Halbfinale, bei Punktgleichheit wurde ein Entscheidungsspiel durchgeführt. Die Paarungen der Halbfinals wurden in Hin- und Rückspielen entschieden, die Sieger der Halbfinalspiele trugen das Endspiel um die Deutsche Meisterschaft aus.
Die letzte Mannschaft jeder Staffel musste in die Regionalliga absteigen.

### Aufsteiger
Weil nur der Hallenhandball zum Programm der Olympischen Sommerspiele 1972 in München gehörte, hatte der DHB die Nationalspieler für die Teilnahme an der folgenden Feldhandball-Saison 1972 gesperrt; die Bundesliga wurde für 1972 offiziell ausgesetzt und sollte lediglich als „Pokalrunde“ ausgetragen werden.
Für die Qualifikation zweier Mannschaften zum Aufstieg in die Bundesliga und zur Teilnahme an der Pokalrunde 1972 wurden Qualifikationsspiele der Regionalligameister dieser Sommersaison 1971 angesetzt.
Der Aufsteiger zur Bundesliga Nord wurde zwischen den Meistern der Regionalverbände West (VfL Eintracht Hagen) und Nord (Hohner SV Eintracht) in Hin- und Rückspiel ermittelt:
VfL Eintracht Hagen – Hohner SV Eintracht: 17:10 / 16:13
Hagen wurde Aufsteiger.
Den Aufsteiger zur Bundesliga Süd spielten die Meister des Süddeutschen (TSV Allach 09) und des Südwestdeutschen Regionalverbands (SV 1946 Crumstadt) in Hin- und Rückspiel aus:
SV 1946 Crumstadt – TSV Allach 09: 12:16 / 15:16
Allach stieg auf.

## Zusammenfassung Saisonverlauf
Überlegener Meister der Nordstaffel wurde wie im Vorjahr der TuS Wellinghofen aus Dortmund; der Deutsche Meister von 1964 verlor nur das Auswärtsspiel in Dankersen, die Wellinghofer stellten den besten Angriff und die beste Abwehr aller 16 Bundesligisten. Wellinghofen hatte am Saisonende der Bundesliga Nord fünf Punkte Vorsprung auf den Tabellenzweiten Dankersen und 17 Punkte Vorsprung auf den Absteiger aus Ferndorf. Demgegenüber ging es in der Bundesliga Süd enger zu: Am Saisonende hatte der Staffelsieger TV Hochdorf zwei Punkte Vorsprung auf die Verfolger.
In der Finalrunde setzten sich die Vereine der Nordstaffel durch, daher trafen im Endspiel Dankersen und Wellinghofen erneut aufeinander. Und obwohl dies für Wellinghofen ein Heimspiel war, im wichtigsten Spiel der Saison versagten die Nerven, Grün-Weiß Dankersen ließ den Dortmundern keine Chance.

### Bundesliga Nord

#### Tabelle
|    | Abschlusstabelle Nord       | Sp. | S  | U | N  | Tore    | Diff. | Punkte |
| -- | --------------------------- | --- | -- | - | -- | ------- | ----- | ------ |
| 1. | TuS 05 Wellinghofen         | 14  | 11 | 2 | 1  | 222:150 | +72   | 24:4   |
| 2. | TSV Grün-Weiß Dankersen (M) | 14  | 9  | 1 | 4  | 181:161 | +20   | 19:9   |
| 3. | Sportfreunde Hamborn 07     | 14  | 6  | 2 | 6  | 189:179 | +10   | 14:14  |
| 4. | ESV Jahn Rheinhausen        | 14  | 5  | 4 | 5  | 159:161 | −2    | 14:14  |
| 5. | TV Oppum 1894               | 14  | 4  | 5 | 5  | 148:152 | −4    | 13:15  |
| 6. | TV Angermund 09             | 14  | 5  | 2 | 7  | 169:163 | +6    | 12:16  |
| 7. | Eintracht Braunschweig      | 14  | 3  | 3 | 8  | 156:201 | −45   | 9:19   |
| 8. | TuS Ferndorf (A)            | 14  | 3  | 1 | 10 | 152:209 | −57   | 7:21   |

Absteiger: TuS Ferndorf

#### Ergebnisse
Ergebnisse der Spiele der Bundesliga Nord dieser Saison
Heimmannschaft: linke Spalte / Gastmannschaft: obere Zeile
| Bundesliga Nord 1971   | TuS 05 Wellinghofen | TSV Grün-Weiß Dankersen | Sportfreunde Hamborn 07 | ESV Rheinh. | TV Oppum 1894 | TV Angermund 09 | Eintracht Braunschweig | TuS Ferndorf |
| ---------------------- | ------------------- | ----------------------- | ----------------------- | ----------- | ------------- | --------------- | ---------------------- | ------------ |
| TuS Wellinghofen       |                     | 19:10                   | 19:14                   | 14:6        | 15:10         | 19:14           | 24:10                  | 21:9         |
| GW Dankersen           | 13:11               |                         | 9:8                     | 10:11       | 16:12         | 9:5             | 15:16                  | 18:12        |
| Sportfreunde Hamborn   | 15:15               | 13:12                   |                         | 16:14       | 9:10          | 10:20           | 17:13                  | 22:7         |
| ESV Rheinhausen        | 12:12               | 12:12                   | 12:12                   |             | 10:14         | 17:12           | 9:6                    | 15:10        |
| TV Oppum               | 8:9                 | 11:13                   | 13:10                   | 10:10       |               | 11:12           | 9:9                    | 15:15        |
| TV Angermund           | 11:12               | 10:11                   | 17:13                   | 10:13       | 5:5           |                 | 18:10                  | 13:10        |
| Eintracht Braunschweig | 6:13                | 12:20                   | 10:17                   | 14:10       | 9:9           | 11:11           |                        | 15:10        |
| TuS Ferndorf           | 12:19               | 9:13                    | 8:13                    | 9:8         | 10:11         | 12:11           | 19:15                  |              |

### Bundesliga Süd

#### Tabelle
|    | Abschlusstabelle Süd    | Sp. | S | U | N | Tore    | Diff. | Punkte |
| -- | ----------------------- | --- | - | - | - | ------- | ----- | ------ |
| 1. | TV Hochdorf             | 14  | 9 | 1 | 4 | 205:191 | +14   | 19:9   |
| 2. | TSV Birkenau            | 14  | 7 | 3 | 4 | 185:173 | +12   | 17:11  |
| 3. | SVH Kassel (A)          | 14  | 8 | 1 | 5 | 162:156 | +6    | 17:11  |
| 4. | TSV 1895 Oftersheim (A) | 14  | 6 | 2 | 6 | 185:167 | +18   | 14:14  |
| 5. | TV Großwallstadt        | 14  | 5 | 3 | 6 | 191:188 | +3    | 13:15  |
| 6. | TS Steinheim 1874       | 14  | 5 | 3 | 6 | 180:201 | −21   | 13:15  |
| 7. | SG Leutershausen        | 14  | 5 | 2 | 7 | 194:202 | −8    | 12:16  |
| 8. | SG Dietzenbach          | 14  | 2 | 3 | 9 | 176:200 | −24   | 7:21   |

Absteiger: SG Dietzenbach

#### Ergebnisse
Ergebnisse der Spiele der Bundesliga Süd dieser Saison
Heimmannschaft: linke Spalte / Gastmannschaft: obere Zeile
| Bundesliga Süd 1971 | TV Hochdorf | TSV Birkenau | SVH Kassel | TSV Ofters. | TV Großwallstadt | TS Steinheim 1874 | SG Leutershausen | SG Dietzenbach |
| ------------------- | ----------- | ------------ | ---------- | ----------- | ---------------- | ----------------- | ---------------- | -------------- |
| TV Hochdorf         |             | 22:15        | 14:11      | 14:13       | 18:18            | 12:13             | 18:16            | 20:13          |
| TSV Birkenau        | 9:6         |              | 22:7       | 12:14       | 13:16            | 13:9              | 14:12            | 10:10          |
| SVH Kassel          | 8:11        | 16:11        |            | 10:9        | 14:16            | 8:8               | 13:9             | 13:8           |
| TSV Oftersheim      | 22:12       | 9:11         | 8:16       |             | 14:12            | 19:9              | 14:15            | 14:11          |
| TV Großwallstadt    | 9:14        | 11:11        | 7:9        | 11:6        |                  | 11:11             | 14:15            | 19:15          |
| TS Steinheim        | 14:19       | 16:16        | 8:9        | 10:19       | 18:17            |                   | 18:16            | 14:11          |
| SG Leutershausen    | 16:10       | 13:15        | 13:10      | 10:10       | 14:16            | 21:20             |                  | 10:10          |
| SG Dietzenbach      | 14:15       | 12:13        | 12:18      | 14:14       | 16:14            | 10:12             | 20:14            |                |

### Endrunde

#### Halbfinale
TuS 05 Wellinghofen – SVH Kassel: 13:9 / 13:11
TSV Grün-Weiß Danksen – TV Hochdorf: 13:11 / 14:15 (nach Verlängerung; 8:10)

#### Endspiel
TSV Grün-Weiß Dankersen – TuS 05 Wellinghofen: 17:13 (Halbzeit: 9:5)